# Atavic (roman)
Atavic (2014) este un thriller religios science fiction al scriitorului român Liviu Surugiu. Prima versiune a romanul a fost scris[ ]n 1983, sub forma unei povestiri. După numeroase revizuiri, textul a ajuns la dimensiunile unei nuvele, publicate prin forțe proprii în 2011 sun titlul Imman. În perioada care a urmat, textul a fost din nou revizuir și extins, ajungând la dimensiunile unui roman, pe care autorul l-a publicat la editura Tritonic.

## Intriga
Arheologul Edmundo Amaranto explorează un străvechi mormânt egiptean, în care descoperă o mumie. Fiica sa, Irin, suferă un accident în urma căruia necesită transplantarea urgentă a unor țesuturi. Arheologul apelează la mumia descoperită, însă, odată cu țesuturile bine conservate ale acesteia, în trupul fiicei sale este transferat și un blastocist. 
Cercetările revelează faptul că acest embrion reprezintă copilul lui Iisus. O serie de facțiuni religioase și politice de pe glob încep o cursă fără scrupule în care încearcă să pună mâna pe noul Mesia. Irin acceptă să se sacrifice pentru siguranța copilului său, care este dus la o mănăstire și pus sub protecția lui Rus Vil. Conducătorul Bisericii Ortodoxe Ruse reușește să negocieze obținerea unei mostre din sângele noului Mesia, în scopul clonării.
Pornind de la relatările istorice și religioase, în apropiere de Santiago de Compostela sunt descoperite rămășițele unui meteorit gigantic, care a fost percpeut la vremea căderii sale drept steaua care a anunțat venirea pe lume a lui Iisus. Reasamblarea părților meteoritului - dintre care o bucată o reprezintă Piatra Neagră de la Kaaba - conduce la o serie de fenomene stranii, care duc cu gândul la existența unei inteligențe extraterestre care supraveghează Pământul.
Rus Vil descoperă că este un descendent al fraților lui Iisus. Lumea religioasă se polarizează în jurul celor doi posibili Mesia, în încercarea de a stabili care este cel adevărat: copilul ale cărui gene au străbătut nealterate două milenii, sau tânărul care beneficiază de un bagaj genetic îmbunătățit continuu de-a lungul aceleiași perioade?

### Cuprins
- I - Procrearea
- II - Câmpul Stelei

## Personaje
- Edmundo Amaranto - arheolog bogat pasionat de studiul monumentelor Egiptului Antic
- Irin Amaranto - fiica lui Edmundo, care - în urma unui transplant de țesut - rămâne însărcinată cu un embrion vechi de două milenii, despre care se află că este copilul lui Iisus
- Rus Vil - căpitan de poliție, etnarh, descendent al fraților lui Iisus
- PreaCuratul Kiriam Kirian Adamaris - starețul mănăstirii San Lorenzo del Escorial
- Ramon Torres - secretarul PreaCuratului Kiriam
- Oscar de Odon - tânăr savant
- Abban - comisar-șef în Poliția Judiciară Egipteană
- Serghei Motonin Taruskin - Mitropolitul Moscovei
- Imman - copilul lui Iisus, al cărui embrion a fost transplantat din mumia mamei sale în trupului lui Irin Amaranto

## Opinii critice
Alexandru Lamba consideră că romanului este „scris concis și lapidar, în manieră apropiată unui scenariu de film de acțiune”, oferind „o acțiune explozivă și total imprevizibilă – chiar greu de urmărit în unele momente – aditivată din plin cu concepte la limita științei și speculației deopotrivă, cu sinergii încâlcite clădite de personaje profunde și cu flash-back-uri surprinzătoare. Este țesută o pânză care se întinde din preistorie – prin intermediul relicvelor –, trece prin antichitate, ia de-acolo mituri și legende și răzbate în zilele noastre, aducând cu sine ecourile profetice care se cer împlinite, tălmăcite, răstălmăcite sau demolate.”
Tudor Călin Zarojanu afirmă că „Acum, în fine, avem și noi un Simon Toyne. Dacă va fi tradus, “Atavic”-ul lui Liviu Surugiu va fi un best-seller internațional. N-am nicio îndoială.”
Legat de comparația cu romanul Codul lui Da Vinci a lui Dan Brown, Cătălin Badea-Gheracostea observă: „Atavic nu este încă un Cod și nici o altă variantă a poveștilor antihristologice, după cum nu este un roman de mistere și nici un roman apocaliptic, cu toate elementele narative, decorative, de discurs și actanțiale ale acestora. Păstrând echilibrul într-un ritm foarte dinamic, Liviu Surugiu inventează în Atavic o lume paralelă cu cea în care suntem obișnuiți să dezvoltăm romanele de mistere și cele apocaliptice – lumea „noastră“, prezentată realist – și acolo își duce personajele să (se) joace (de-a) sfârșitul/începutul lumii.”